# United We Are
United We Are ist das erste Studioalbum des niederländischen House-DJs Hardwell. Es erschien erstmals am 23. Januar 2015 als Download sowie als CD, jedoch wurden zuvor bereits fünf Lieder als Single ausgekoppelt. Im Herbst 2013 erschien das Lied Dare You, im Sommer 2014 der Track Arcadia sowie gegen Ende des Jahres 2014 die Songs Young Again und Don’t Stop the Madness. Als letzte Vorab-Auskopplung wurde im Frühjahr 2015 das Lied Sally veröffentlicht. Zuletzt erschien Echo als sechste Single-Auskopplung.

## Hintergrund
Hardwell gab bereits Anfang des Jahres 2014 bekannt, dass er an seinem Debüt-Studioalbum arbeite: am 1. Dezember 2014 wurden dann Veröffentlichungsdatum und Tracklist bekannt gegeben. Hardwell erzählte, dass er allein in dieses Album mehr als anderthalb Jahre Arbeit steckte. Es soll seine Reise durch die Musikwelt darstellen und seinen Fans die Welt der Elektronischen Tanzmusik zeigen. Ähnlich wie bei seinem vorherigen Album I Am Hardwell, findet United We Are auch als Soundtrack zu seiner zweiten Welttournee Verwendung. Die Worldtour wurde parallel zur Albumveröffentlichung am 23. Januar 2015 im Ziggo Dome, Amsterdam eröffnet. Veröffentlicht wird das Album international über Ultra Records und Cloud 9 Music beziehungsweise über sein eigenes Plattenlabel Revealed Records. In Deutschland findet die Veröffentlichung über Kontor Records statt. Neben der Standard-Version konnte man auf der Webseite des DJs ein originalsigniertes Album mit einem zusätzlichen Meet and Greet gewinnen.
Bereits vorab wurden vier Lieder veröffentlicht. Anzumerken ist dabei, dass die erste Single-Auskopplung Dare You nicht offiziell als erste Single gilt, da sie auf der digitalen Version des Albums als Zusatztrack, als Akustikversion, vorhanden ist. Ebenfalls sind die Lieder Arcadia und Don’t Stop the Madness lediglich als Promo-Singles zum Download auf Musikplattformen wie iTunes oder Amazon bereitgestellt. Young Again wurde offiziell über verschiedene Plattenlabels, weltweit sowohl zum Download als auch als CD-Single herausgebracht. Am 9. Januar 2014 wurde das Lied Eclipse vorab auf iTunes zum Herunterladen bereitgestellt. Am 10. Januar 2015 lud Hardwell die 199. Episode seines wöchentlichen Podcasts Hardwell On Air auf seinen offiziellen YouTube-Kanal hoch. In dieser Episode ist, neben dem Intro Eclipse, auch das Lied Sally mit dem britischen Sänger Harrison zu finden, das Hardwell als nächste Single veröffentlichte. Aus unbekannten Gründen wurde das Lied Follow Me, das als größter Hit des Albums gehandelt wurde, nicht als Download bereitgestellt, sondern war ausschließlich durch das Kaufen des gesamten Albums zu erhalten.

### Promotion
Bereits bei früheren Live-Auftritten spielte er Lieder des Albums. Insbesondere über die Lieder Young Again, Follow Me, Sally und Eclipse wurde im Internet oft diskutiert, da Mitschnitte verschiedener Auftritte, unter anderem beim Tomorrowland 2014 im World-Wide-Web verbreitet wurden. Der Track Eclipse ging zudem anfangs noch unter dem Namen Titan durch das Internet. Auch ein anderthalbminütiges Preview des Liedes Follow Me erschien auf unterschiedlichen Plattformen, darunter ein selbst erstelltes Musikvideo, das dem Lied vor der Veröffentlichung der Originalversion im Januar 2015 zu höherer Popularität verhalf. Hinterfragt wurde allerdings häufig, warum der Titel Musicbox, der in Zusammenarbeit mit dem 2013-Newcomer Martin Garrix aufgenommen wurde, nicht auf dem Album erschien, da dieser bei sämtlichen Auftritten Hardwells gespielt, von anderen DJs supportet und stark von den Fans hinterfragt wurde. Als Grund dafür nannte Hardwell, dass dieser Track noch einer Überarbeitung bedürfe. Auch Everybody Is in the Place fand keinen Platz auf dem Album. Eine weitere Quelle der Promotion war Hardwells Wöchentlicher Podcast Hardwell On Air, der teilweise mehrere Millionen Male aufgerufen wurde. Wenige Wochen vor der Veröffentlichung begann Hardwell zudem, Previews ausgewählter Lieder auf seinen YouTube-Channel hochzuladen.

### Kollaborationen
Als einziger Solo-Track auf United We Are ist der Intro-Song Eclipse zu finden. Bei den restlichen Liedern wirken verschiedene Sänger und andere House-DJs mit. Großes Aufsehen erregte der Song Follow Me, bei dem der US-amerikanische R&B-Sänger Jason Derulo mitwirkte.
Weitere Gesangsbeiträge steuerten der US-amerikanische Sänger Matthew Koma, der britische Singer-Songwriter Harrison, bekannt durch Zusammenarbeit mit David Guetta, die Sängerin Heather Bright alias Bright Lights, Sängerin Amba Shephard und Luciana bei. Des Weiteren wirkte der durch Aviciis Fade Into Darkness bekannten Musiker Andreas Moe, Rapper Fatman Scoop. Mr. Probz und Singer-Songwriter Chris Jones und Jonathan Mendelsohn mit. Ebenfalls erscheinen auf dem Album Zusammenarbeiten mit anderen DJs und Dance-Projekten. Darunter sind Kooperationen mit Tiësto, Joey Dale, DallasK und Headhunterz sowie die DJ-Duos W&W und I-Fan & Funkerman. Als Songwriter und Co-Produzenten wirkten an diesem Album unter Anderen der deutsche DJ und Autor Manuel Reuter, auch bekannt als Manian beziehungsweise als Mitglied von Twoloud, R.I.O. und Cascada, Azra Alagic, Schwester von Haris Alagic, der den Track Nothing Can Hold Us Down sang, und Nick Ditri und Danny Boselovic, auch als DJ-Duo The Disco Fries durch den Song Follow Me bekannt.

## Commentary-Bonus-Version
Parallel zur Standard-Version erschien auf Spotify die „Commentary-Bonus-Version“, die zu Beginn eines jeden Tracks einen kurzen Kommentar des DJs enthält. Dabei erläutert er seine Position zu dem jeweiligen Lied und erzählt die Geschichte der Entstehung. Dabei geht er unter anderem darauf ein, dass einige Lieder allein durch Skype-Konversationen hervorgegangen sind, nach welchen Kriterien die Vocalisten ausgewählt wurden, und inwieweit ein Hintergrundgedanke hinter den Stücken steht.

## United We Are (Remixed)
Im Spätsommer 2015 kündigte Hardwell eine Remix-Version von United We Are an. Diese wurde am 4. Dezember 2016 veröffentlicht. Bei United We Are (Remixed) handelt es sich um die originale Tracklist, nur, dass alle Lieder von jeweils einem Künstler geremixt wurde. Beigesteuert wurden diese unter anderem von W&W, Vicetone oder Frontliner. Die gesamte Tracklist wurde in Folge 244 seines Hardwell-On-Air-Podcasts vorgestellt. In Kooperation mit dem, gerade in Gang gesetzten Streaming-Dienst Apple Music erschien eine „German Edition“ auf der zudem die originale Version zu erhalten war.

## Rezeption

### Kritik
Für das Album wurden sehr gemischte Kritiken abgegeben. Auch die Erwartungen waren sowohl positiv als auch negativ, da zum einen die bisher ausgekoppelten Singles allesamt verschiedene Musikstile aufwiesen, aber aufgrund dessen kritisiert wurde, dass der ursprüngliche, persönliche Hardwellstil verloren ging. Young Again weist Progressive House, Dare You Dance-Pop auf und Arcadia besitzt einen Big-Room-Drop. Des Weiteren sind die Musikstile der einzelnen Künstler ausschlaggebend für die Abwechslung der Lieder. Das zeigen insbesondere Musiker wie Headhunterz, dessen persönlicher Stil in Hardstyle einzuordnen ist, Mr. Probz weist Deephouse und Funkerman Funkhouse auf. Negative Kritik wurde bisher lediglich zu dem Lied Sally geäußert, da dies überhaupt nicht den Qualitäten des niederländischen DJs entspreche. Neben den unpassenden Rock- und Melbourne-Bounce-Elementen wurde auch der versaute Text bemängelt.

### Kommerzieller Erfolg
Bereits im Vorfeld konnten die Auskopplungen großen Erfolg einbringen und zahlreiche Chartplatzierungen erreichen. Auch das Album zeigte auf Downloadportalen wie iTunes hohe Beliebtheit und stand bereits nach wenigen Stunden in den Top-5 der iTunes-Chart vieler Länder wie unter anderem Deutschland, Österreich und den Niederlanden. Auch in den offiziellen Album-Charts stieg United We Are hoch ein. In Deutschland, Italien, Belgien, Spanien und vielen weiteren Ländern erreichte es die obere Hälfte. Unter anderem in Österreich und der Schweiz konnte United We Are in die Top-10 der offiziellen Album-Charts vorrücken. Des Weiteren stieg es in den Niederlanden auf Platz eins ein und schaffte es sogar in die Top-100 der US-amerikanischen Billboard-Charts.

## Singles

### Dare You
Dare You wurde als erste Single des Albums ausgekoppelt. Das Lied erschien am 13. November 2013 in den Läden. Als Gastmusiker wirkt der US-amerikanische Singer-Songwriter Matthew Koma mit, der das Lied sowohl sang als auch schrieb. Wenige Monate später wurde eine Remix-EP mit Remixes von den DJs und DJ-Projekten Tiësto, Twoloud, Cash Cash, Andrew Rayel und Tritonal veröffentlicht. Das offizielle Musikvideo feierte am 5. Januar 2014 Premiere. Bis heute wurde es über 10 Millionen Mal aufgerufen. Auch die Single verkaufte sich gut und konnte in 7 Ländern in die offiziellen Single-Charts vorrücken, darunter Top-20-Platzierungen in Belgien und Großbritannien. Die Veröffentlichung fand jedoch nicht nur über Revealed Records, sondern ebenfalls über Kontor Records statt. Dare You lässt sich überwiegend in das Genre Progressive House und Dance-Pop einordnen.

### Arcadia
Arcadia wurde als zweite Single ausgekoppelt. Sie erschien erstmals am 8. August 2014. Aufgenommen wurde das Stück gemeinsam mit dem niederländischen DJ und Produzenten Joey Dale und der britischen Sängerin Luciana Caporaso. Die Videopremiere fand am 8. August 2014 parallel mit der Ankündigung seines neuen Albums statt. Grundlage für das Musikvideo ist die Geschichte von Alice im Wunderland. Das Video erreichte bis heute mehrere Millionen Klicks. Aufgrund der lediglich über Revealed Records stattfindenden Veröffentlichung war der kommerzielle Erfolg im Gegensatz zur Vorgänger-Single Dare You sehr gering und es wurden nur die französischen Charts erreicht. Das Lied entspricht überwiegend dem Musikstil Big-Room.

### Young Again
Young Again wurde als dritte Single ausgekoppelt. Der Track wurde am 16. November 2014 veröffentlicht. Gesungen wurde das Lied vom britischen Sänger Chris Jones. Das offizielle Musikvideo wurde erstmals am 17. Oktober 2014 gezeigt. Es beginnt mit mehreren Ausschnitten verschiedener Live-Auftritte. Zum Einsetzen des Refrains ist eine Verwandlung zu sehen und der DJ findet sich in einer Art Musikwelt wieder, in der es zu überleben gilt. Innerhalb von nur einem Monat wurde es über 4 Millionen Mal angeschaut. Young Again ist mit einem Progressive-House- und Dance-Pop-Stil die zweite kommerzielle Single des Albums und konnte in den Niederlanden den Erfolg von Dare You übertreffen. Auch in Deutschland wurden die offiziellen Single-Charts nur knapp verfehlt.

### Don’t Stop the Madness
Don’t Stop the Madness wurde als vierte Single ausgekoppelt. Der Song erschien erstmals am 22. Dezember 2014. Eine Art Vorlage bildet das Lied Madness von Dimitri Vegas, Lil Jon und Coone; so wirkt auch bei diesem Lied ein weiteres DJ-Duo mit, in diesem Fall sind es W&W, und ähnliche Vocal-Parts, die Lil Jon in Madness rappt, wurden hierbei mit dem US-amerikanischen Rapper Fatman Scoop aufgenommen. Ein offizielles Musikvideo wurde bisher nicht veröffentlicht, jedoch gibt es ein offizielles Preview, das aus einem Live-Auftritt von Hardwell, W&W und Fatman Scoop besteht. Kommerziellen Erfolg konnte der Track bisher jedoch nicht einbringen. Es ist nach Arcadia eine weitere Big-Room-Single vom Album.

### Sally
Sally wurde als fünfte Single ausgekoppelt. Das Lied wurde am 16. Januar 2015 auf iTunes zum Download freigegeben und ist die letzte Vorab-Auskopplung. Gesungen wird das Lied vom britischen Singer-Songwriter Harrison, der durch das Lied Ain’t a Party zusammen mit David Guetta bekannt wurde. Sally enthält Merkmale der Genres Melbourne Bounce und Progressive House. Des Weiteren sind im Refrain Spuren von Rockmusik zu finden. Aufgrund der verschiedenen, im Musikstück vorhandenen Genres, die in den Augen der Fans nicht zum Musikstil des niederländischen DJs passen, geriet der Track schnell in die Kritik. Weiterer Grund dafür ist auch der stark explicite Text des Chorus. Sally ist das erste Lied des niederländischen DJs, das es auch in die deutschen Single-Charts schaffte. Auch in Österreich und den Niederlanden konnte es in die Top-100 einsteigen. Auch das Musikvideo, das erstmals am 28. Januar 2015 auf Hardwells eigenem YouTube-Kanal erschien, wurde ein Erfolg, obwohl – im Gegensatz zu den vorherigen – in diesem statt Hardwell der Sänger Harrison gezeigt wurde.

### Echo
Echo wurde als sechste Single ausgekoppelt. Vor der Bekanntgabe des Releases wurde am 18. April 2015 das offizielle Musikvideo des Liedes von Hardwell selbst hochgeladen. Es zeigt einen Mann im Gebirge, der dort einen Sibirischen Husky verfolgt. Zwischenzeitlich werden Szenen aus seiner Jugend, gemeinsam mit seiner Freundin gezeigt. Ebenfalls ist Sänger Jonathan Mendelsohn, der den Text des Liedes playback singt, gezeigt. Bereits zur Veröffentlichung des Albums erhielt der Track sehr viel positive Kritik. Neben dem Einfluss von Hardwells Big-Room-Stil, weist der Track auch Züge der Trance-Musik und des Dance-Pop auf. Freude und Feierlaune werden hierbei von vielen Fans vermisst, dennoch wird dem niederländischen DJ die Überlieferung von Emotionen und Gefühl hoch angerechnet.

### Follow Me
Follow Me wurde am 7. August 2015 als siebte Single ausgekoppelt. Bereits vor Release des Albums erfreute sich der Titel starker Beliebtheit und mehrere Previews verbreiteten sich wie ein Lauffeuer im Internet. Bezüglich der Kollaboration sagte Derulo, dass bereits der Zeitpunkt, als sie über eine Zusammenarbeit nachdachten viel Potenzial versprach. Ein gemeinsames Musikvideo wurde bereits im Juli 2015 hochgeladen, jedoch auf Grund der verspäteten Veröffentlichung der Single wieder zurückgezogen. Neben der normalen Version wurde ein Club-Mix veröffentlicht, bei dem der dritte Drop nicht aus einem Progressive-, sondern einem Big-Room-Drop besteht. Dieser wurde als eine reine Kopie des Liedes The Hum von Dimitri Vegas & Like Mike und Ummet Ozcan bezeichnet. Zwar ist dies in dieser Schiene geläufig, wurde jedoch auf Grund des Streits zwischen Hardwell und den belgischen Brüdern stark kritisiert. Außer einer hohen Platzierung in Australien, blieb der kommerzielle Erfolg sehr gering. Dafür sorgte insbesondere die Regelung, dass das Lied über ein Jahr lediglich im Zuge des Kaufes des ganzen Albums möglich war.

### United We Are
United We Are wurde als achte und letzte Single ausgekoppelt. Das Lied wurde am 4. November 2015 veröffentlicht. Das Stück ist der Titeltrack des Albums, ist auf der Singles jedoch lediglich als Neuversion zu finden. Diese entstand im Zuge der PR-Aktion des Reifenherstellers Vredestein, der zugleich für die Produktion des Musikvideos verantwortlich war. Bereits im Sommer 2014 verbreitete sich ein Live-Mitschnitt als vermeintliche Kollaboration mit Dannic und Dyro im Internet. Zwar konnte das Lied keinerlei Chartplatzierungen erreichen, wurde jedoch auf Grund starker Innovation sehr gelobt. In mehreren Live-Shows verwendete Hardwell das Lied als Intro.

## World Tour

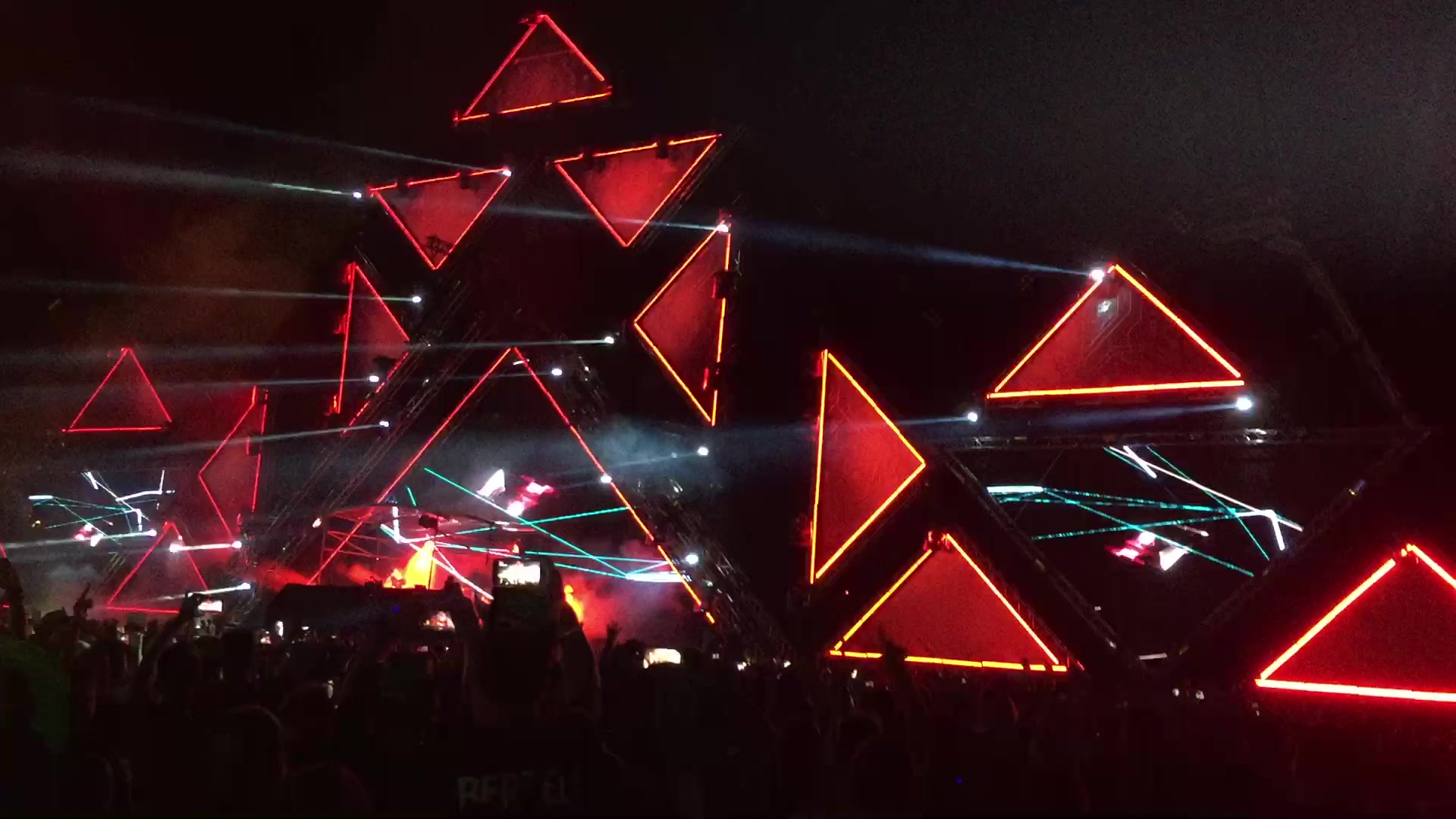
Hardwell live auf der Bühne des letzten Auftritts

Die „I Am Hardwell - United We Are World Tour“ wurde am 24. Januar 2015 im Ziggo Dome in Amsterdam eröffnet. Dort spielte Hardwell ein 3-Stündiges DJ-Set, bei dem unter anderem Martin Garrix, W&W, Headhunterz und Dannic als Gastmusiker auf die Bühne geholt wurden. Als Warm-up-Acts traten unter anderem regelmäßig Dannic und Kill the Buzz auf. Das letzte Konzert der Welt-Tournee wurde in Kooperation mit BigCityBeats am 27. August 2016 am Hockenheimring in Deutschland ausgetragen. Geplant war hierbei, die weltweit größte Lichtanlage zu installieren. Hardwell spielte im Gegensatz zu den seinen anderen Shows, 3½, statt 2½ Stunden. Als Gäste holte er Sänger Haris für das Lied What We Need und Hardstyle-DJ Atmozfears für ihre langerwartete Kollaboration auf die Bühne. Trotz Temperaturen von über 35 °C wurde auf kostenloses Wasser auf dem Gelände verzichtet, welches einen der wenigen Kritikpunkte darstellt.

## Titelliste
| #                              | Titel                       | Gastmusiker                     | Länge |
| CD1                            | CD1                         | CD1                             | CD1   |
| ------------------------------ | --------------------------- | ------------------------------- | ----- |
| 1                              | Eclipse                     | Instrumentalstück               | 3:12  |
| 2                              | Follow Me                   | mit Jason Derulo                | 3:19  |
| 3                              | Sally                       | feat. Harrison                  | 3:19  |
| 4                              | Let Me Be Your Home         | feat. Bright Lights             | 4:38  |
| 5                              | Colors                      | mit Tiësto feat. Andreas Moe    | 4:00  |
| 6                              | Where Is Here Now           | mit Funkerman feat. I-Fan       | 3:15  |
| 7                              | United We Are               | feat. Amba Shepherd             | 5:15  |
| 8                              | Don't Stop the Madness      | mit W&W feat. Fatman Scoop      | 3:45  |
| 9                              | Young Again                 | feat. Chris Jones               | 3:39  |
| 10                             | Echo                        | feat. Jonathan Mendelsohn       | 5:08  |
| 11                             | Arcadia                     | mit Joey Dale feat. Luciana     | 3:13  |
| 12                             | Area 51                     | mit DallasK                     | 3:00  |
| 13                             | Nothing Can Hold Us Down    | mit Headhunterz feat. Haris     | 3:18  |
| 14                             | Birds Fly                   | feat. Mr. Probz                 | 3:27  |
| Bonus-Track der iTunes-Version |                             |                                 |       |
| 15                             | Dare You (Acoustic Version) | feat. Matthew Koma & Bebe Rexha | 3:06  |
| United We Are (Remixed)        |                             |                                 |       |
| #                              | Titel                       | Remixer                         | Länge |
| 1                              | Eclipse                     | Chocolate Puma                  | 4:12  |
| 2                              | Follow Me                   | Bingo Players                   | 3:55  |
| 3                              | Sally                       | Frontliner                      | 5:27  |
| 4                              | Let Me Be Your Home         | Dave Winnel                     | 4:09  |
| 5                              | Colors                      | Vicetone                        | 3:25  |
| 6                              | Where Is Here Now           | Franky Rizardo                  | 3:55  |
| 7                              | United We Are               | Armin van Buuren                | 4:02  |
| 8                              | Don′t Stop the Madness      | Dirtcaps                        | 4:02  |
| 9                              | Young Again                 | KURA                            | 3:48  |
| 10                             | Echo                        | Kaaze                           | 5:09  |
| 11                             | Arcadia                     | Sean & Bobo                     | 4:00  |
| 12                             | Area 51                     | DallasK                         | 3:37  |
| 13                             | Nothing Can Hold Us Down    | Pep & Rash                      | 3:04  |
| 14                             | Birds Fly                   | W&W                             | 5:39  |
| 15                             | Birds Fly                   | eSQUIRE                         | 2:50  |
| Bonus-Track der iTunes-Version |                             |                                 |       |
| 15                             | Dare You (Acoustic Version) | feat. Matthew Koma & Bebe Rexha | 3:06  |

## Chartplatzierungen

### Album
| Jahr | Titel         | Höchstplatzierung, Gesamtwochen, AuszeichnungChartplatzierungen (Jahr, Titel, Platzierungen, Wochen, Auszeichnungen, Anmerkungen) | Höchstplatzierung, Gesamtwochen, AuszeichnungChartplatzierungen (Jahr, Titel, Platzierungen, Wochen, Auszeichnungen, Anmerkungen) | Höchstplatzierung, Gesamtwochen, AuszeichnungChartplatzierungen (Jahr, Titel, Platzierungen, Wochen, Auszeichnungen, Anmerkungen) | Höchstplatzierung, Gesamtwochen, AuszeichnungChartplatzierungen (Jahr, Titel, Platzierungen, Wochen, Auszeichnungen, Anmerkungen) | Höchstplatzierung, Gesamtwochen, AuszeichnungChartplatzierungen (Jahr, Titel, Platzierungen, Wochen, Auszeichnungen, Anmerkungen) | Höchstplatzierung, Gesamtwochen, AuszeichnungChartplatzierungen (Jahr, Titel, Platzierungen, Wochen, Auszeichnungen, Anmerkungen) | Anmerkungen                                              |
| Jahr | Titel         | DE | AT | CH | UK | US | NL | Anmerkungen                                              |
| ---- | ------------- | --- | --- | --- | --- | --- | --- | -------------------------------------------------------- |
| 2015 | United We Are | DE11 (3 Wo.)DE | AT6 (4 Wo.)AT | CH4 (4 Wo.)CH | UK83 (2 Wo.)UK | US85 (2 Wo.)US | NL1 (22 Wo.)NL | Erstveröffentlichung: 23. Januar 2015 Verkäufe: + 20.000 |

### Singles
| Jahr | Titel Album                             | Höchstplatzierung, Gesamtwochen, AuszeichnungChartplatzierungen (Jahr, Titel, Album, Platzierungen, Wochen, Auszeichnungen, Anmerkungen) | Höchstplatzierung, Gesamtwochen, AuszeichnungChartplatzierungen (Jahr, Titel, Album, Platzierungen, Wochen, Auszeichnungen, Anmerkungen) | Höchstplatzierung, Gesamtwochen, AuszeichnungChartplatzierungen (Jahr, Titel, Album, Platzierungen, Wochen, Auszeichnungen, Anmerkungen) | Höchstplatzierung, Gesamtwochen, AuszeichnungChartplatzierungen (Jahr, Titel, Album, Platzierungen, Wochen, Auszeichnungen, Anmerkungen) | Anmerkungen                                                                 |
| Jahr | Titel Album                             | DE | AT | UK | NL | Anmerkungen                                                                 |
| ---- | --------------------------------------- | --- | --- | --- | --- | --------------------------------------------------------------------------- |
| 2013 | Dare You United We Are                  | — | — | UK18 (3 Wo.)UK | NL31 (3 Wo.)NL | Erstveröffentlichung: 15. November 2013 mit Matthew Koma                    |
| 2014 | Everybody Is in the Place United We Are | — | — | UK59 (1 Wo.)UK | — | Erstveröffentlichung: 28. April 2014 Co-Produzent(en): W&W                  |
| 2014 | Young Again United We Are               | — | AT56 (1 Wo.)AT | — | NL22 (6 Wo.)NL | Erstveröffentlichung: 17. Oktober 2014 feat. Chris Jones Verkäufe: + 30.000 |
| 2015 | Eclipse United We Are                   | — | AT34 (2 Wo.)AT | — | — | Erstveröffentlichung: 9. Januar 2015                                        |
| 2015 | Sally United We Are                     | DE60 (2 Wo.)DE | AT33 (3 Wo.)AT | — | — | Erstveröffentlichung: 16. Januar 2015 feat. Harrison Verkäufe: + 15.000     |

## Veröffentlichung
| Land        | Datum           | Format       | Label                          |
| ----------- | --------------- | ------------ | ------------------------------ |
| Niederlande | 23. Januar 2015 | Download, CD | Cloud 9 Music                  |
| UK          | 23. Januar 2015 | Download, CD | Sony Music UK                  |
| USA         | 23. Januar 2015 | Download, CD | Ultra Records                  |
| Deutschland | 23. Januar 2015 | Download, CD | Cloud 9 Music / Kontor Records |
| Frankreich  | 23. Januar 2015 | Download, CD | Scorpio Music                  |